# Tetrachyron brandegei
Tetrachyron brandegei là một loài thực vật có hoa trong họ Cúc. Loài này được (Greenm.) Wussow & Urbatsch miêu tả khoa học đầu tiên năm 1980.